# کوچبورک-ویش
کوچبورک-ویش (به لهستانی:  Kuczbork-Wieś) یک روستا در لهستان است که در گمینا کوچبورک-اوسادا واقع شده‌است.